# Val Ferret (Italien)
Koordinaten: 45° 51′ N, 7° 1′ O

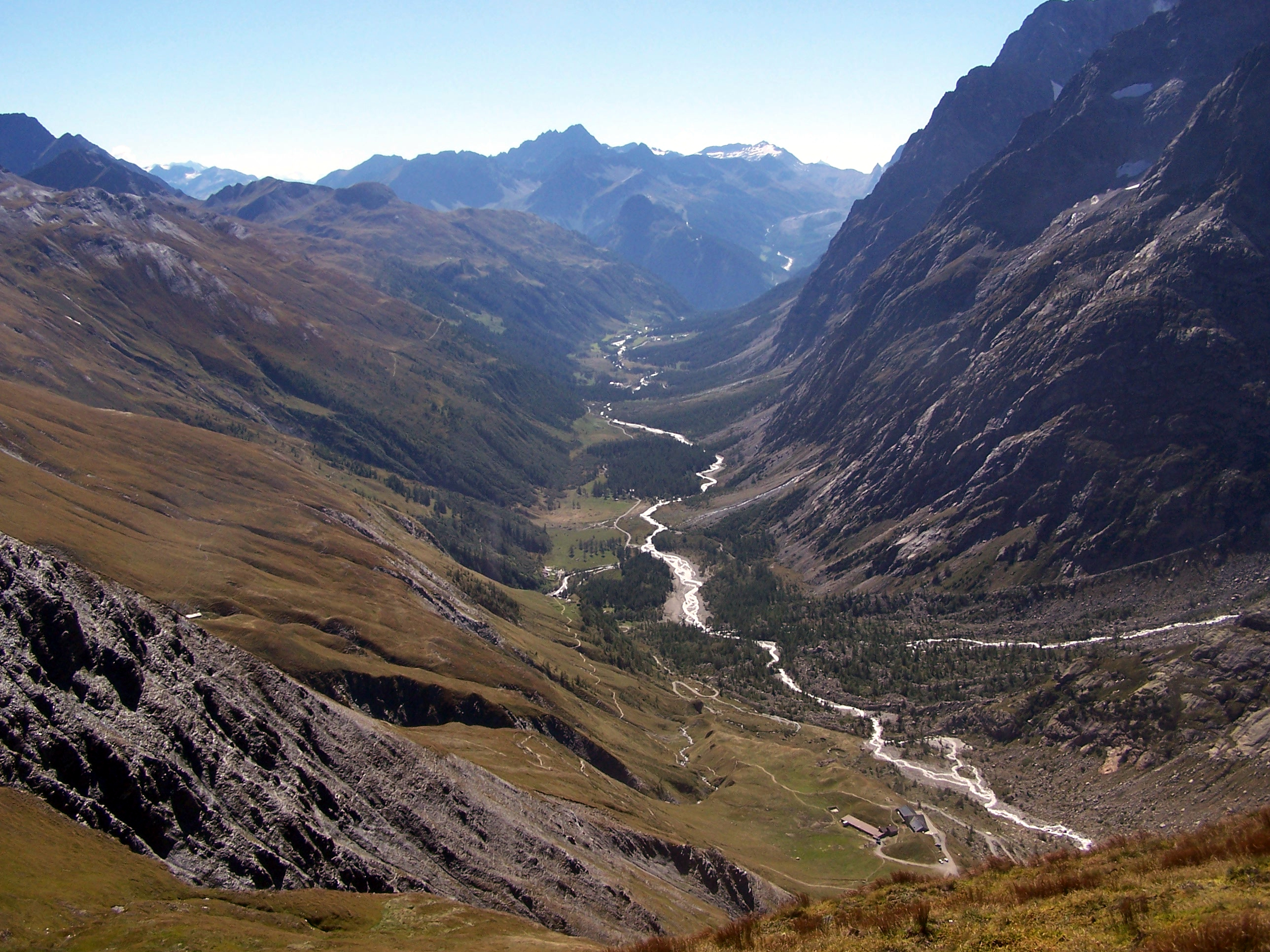
Blick ins Val Ferret vom Col Ferret

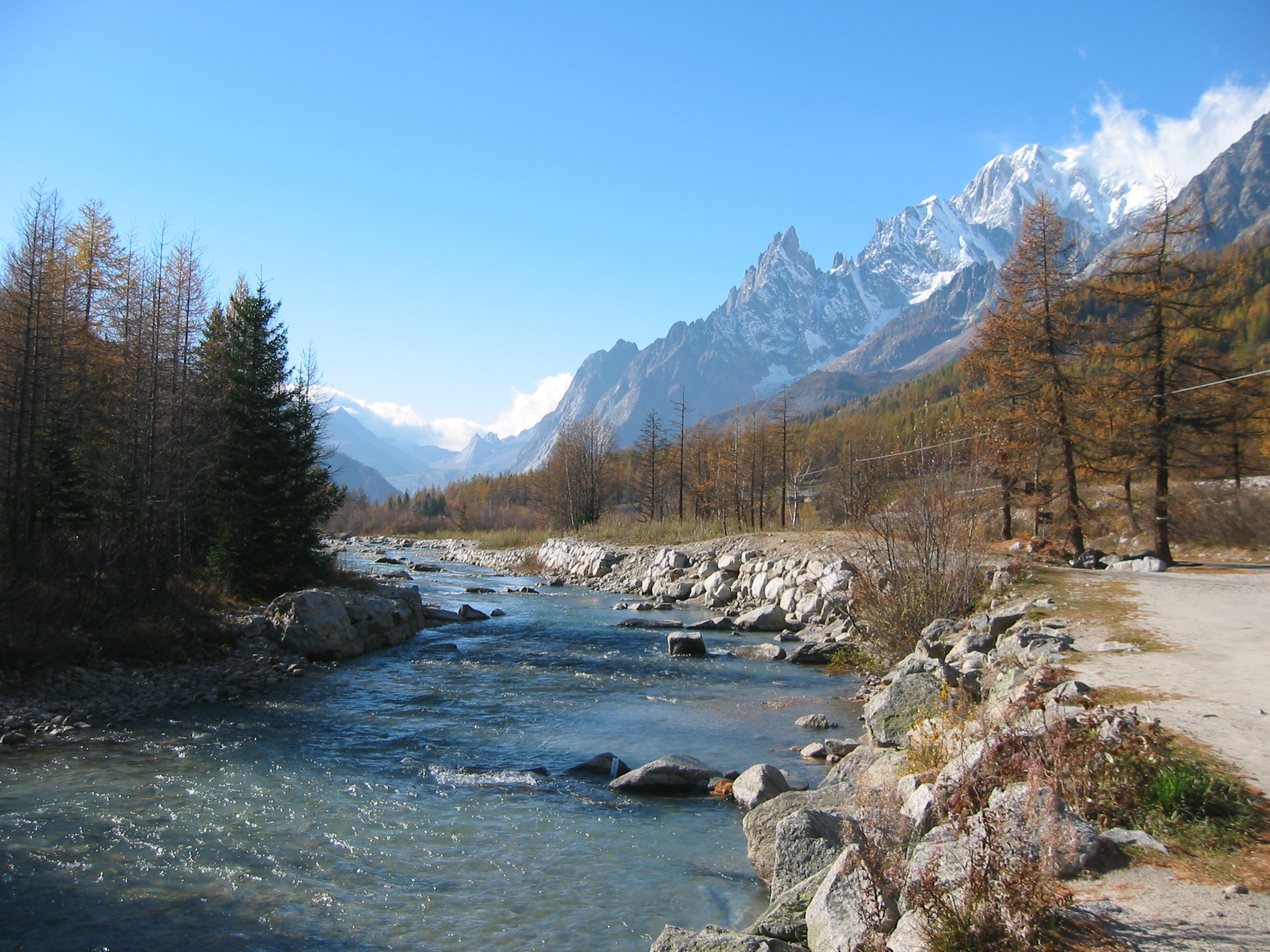
Blick aus dem Val Ferret auf die Ostseite des Mont Blanc mit dem Peutereygrat

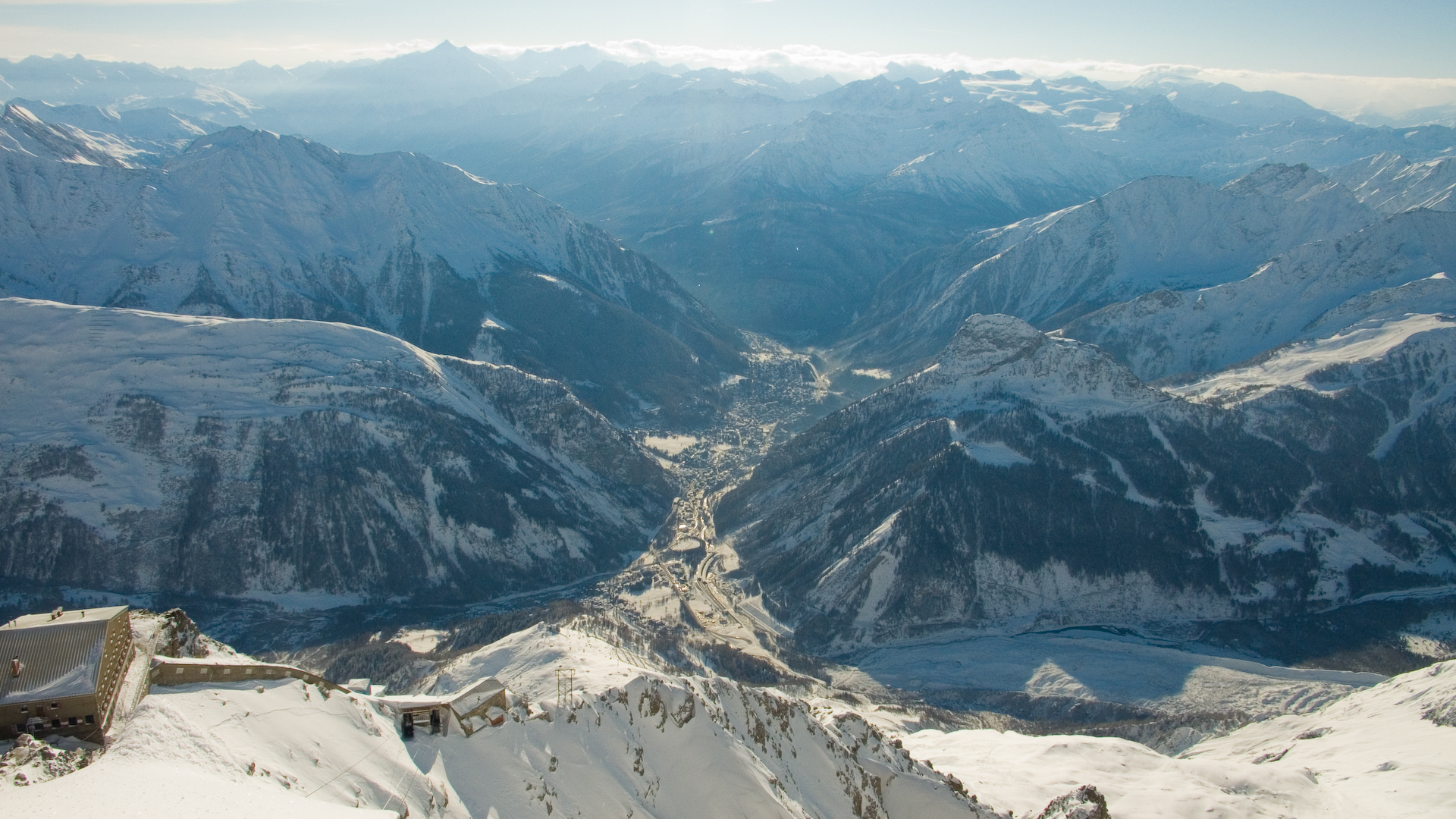
Courmayeur von Norden, nach links zieht das Val Ferret, nach rechts das Val Vény.

Das Val Ferret ist ein Alpental in der italienischen Region Aostatal, nordöstlich von Courmayeur. Es ist nicht zu verwechseln mit dem nordöstlich benachbarten gleichnamigen Tal im Süden der Schweiz, von dem es durch den Col du Ferret getrennt ist.

## Geographie
Das italienische Val Ferret begrenzt die östliche Mont-Blanc-Gruppe nach Süden. Es wird vom italienisch-französischen Grenzkamm mit Aiguille de Triolet, Aiguille de Talèfre, Aiguille de Leschaux, Grandes Jorasses, Dent du Géant (von Osten nach Westen), um bis zu 2500 Meter überragt. Nach Süden (orographisch links) erheben sich sanftere teils bewaldete Hänge. Das obere Ende des Tales liegt südlich des Mont Dolent unterhalb des Col du Ferret (2490 m), über den die Grenze zwischen Italien und der Schweiz verläuft. Das untere Ende des Tales liegt etwa 12 Kilometer südwestlich bei Entrèves (1360 m), zwei Kilometer nördlich von Courmayeur. Südwestlich von Entrèves setzt sich die Talung jedoch als Val Vény fort und endet nach etwa 13 Kilometern am Col de la Seigne (2490 m).
Das Val Ferret wird vom Bach Dora di Ferret oder Doire de Ferret entwässert, der am Glacier de Pré de Bar seinen Ursprung nimmt und von weiteren Gletschern in den Südhängen der Mont-Blanc-Gruppe gespeist wird. Bei Entrèves vereinigt sich die Dora di Ferret mit der Dora di Vény (oder Doire de Vény) aus dem Val Vény zur Dora Baltea, einem unmittelbaren Nebenfluss des Po.
Das Val Ferret ist auf einer Länge von etwa 10 Kilometer bis nach Arnuva (1769 m) mit dem Auto befahrbar. Der Hauptort des Tals ist Planpincieux und liegt etwa drei Kilometer von Entrèves. Eine weitere Ortschaft ist Lavachey, die etwa 3,5 Kilometer talaufwärts von Planpincieux liegt.
Am oberen Ende des Tals befindet sich auf dem Alpenhauptkamm der Col Ferret mit dem Petit Col Ferret (2486 m) und dem Grand Col Ferret (2536 m), getrennt durch die Tête de Ferret (2713 m). Jenseits des Col Ferret erstreckt sich das schweizerische Val Ferret, das an der Ostseite des östlichen Montblanc-Massivs liegt und nach Norden zur Rhone entwässert.

## Tourismus
Das Val Ferret ist Ausgangspunkt zahlreicher Berghütten und Biwakschachteln:
- Rifugio Torino (3375 m)
- Rifugio Gabriele Boccalatte e Mario Piolti (2803 m)
- Rifugio Cesare Dalmazzi al Triolet (2590 m)
- Rifugio Elena (2062 m)
- Rifugio Walter Bonatti (2025 m)
- Bivacco Ettore Canzio (3810 m)
- Bivacco Mario Jachia (3264 m)
- Bivacco Comino (2430 m)
- Bivacco Giusto Gervasutti al Fréboudze (2835 m)
- Bivacco Cesare Fiorio (2780 m)

Weiterhin führt der häufig begangene Fernwanderweg Tour du Mont-Blanc durch das Tal.